# Finale Stanleyjevega pokala 1916
Finale Stanleyjevega pokala 1916 je potekal od 20. do 30. marca. Za pokal sta se potegovali moštvi Montreal Canadiens, prvak lige NHA, in Portland Rosebuds, prvak lige PCHA. Prvič v zgodovini se je zgodilo, da so bile vse finalne tekme res odigrane in serija ni bila končana predčasno, ampak je o zmagovalcu odločala zadnja tekma. Prav tako se je prvič v zgodovini pripetilo, da je v finalu sodelovalo ameriško moštvo - Portland Rosebuds. Montreal je zmagal s 3-2 v tekmah. 

## Poti do finala
Montreal je osvojil NHA naslov, potem ko je redni del sezone zaključil na 1. mestu z razmerjem zmag, porazov in remijev 16-7-1. 
Portland je na drugi strani osvojil naslov PCHA z razmerjem 13-5. 

## Serija
Tekme serije so igrali v dvorani Montreal Arena v Montrealu, saj je bila tokrat na vrsti liga NHA, da prvaki njihove lige gostijo serijo. To sicer ni bila domača dvorana Canadiensov, a je lahko sprejela več obiskovalcev kot njihov Jubilee Rink. Prvo, tretjo in četrto tekmo so igrali pod NHA pravili, drugo in četrto pa pod pravili lige PCHA. Stroške igranja Ernieja Johnsona so po odloku sodišča morali plačati v klubu Montreal Wanderers, saj jih je v teku pogodbe zapustil in se pridružil ligi PCHA. Montrealu je do naslova močno pomagal vratar in kasnejši član Hokejskega hrama slavnih lige NHL Georges Vézina, ki je zabeležil 2.60 GAA. Didier Pitre je za Canadiense zadel 4-krat. 

### Prva tekma
| 20. marec | Montreal Canadiens |  | 0 – 2 |  | Portland Rosebuds | Montreal Arena | Montreal Arena |  |

Portland je dan pred tekmo prispel z vlakom, a na tekmi ni kazal utrujenosti in je celo ohranil svojo mrežo nedotaknjeno. 

### Druga tekma
| 22. marec | Montreal Canadiens |  | 2 – 1 |  | Portland Rosebuds | Montreal Arena | Montreal Arena |  |

Kljub odsotnosti Newsyja Lalondeja in Jacka Lavioletta je Montreal s pomočjo nekaj agresivnih potez zmagal z 2-1 in izenačil v seriji. 

### Tretja tekma
| 25. marec | Montreal Canadiens |  | 6 – 3 |  | Portland Rosebuds | Montreal Arena | Montreal Arena |  |

Na tretji tekmi sta igrala tudi Lalonde in Laviolette. Lalonde se je zapletel v pretep z Erniejem Johnsonom, ki ga je naposled prekinila policija. Lalonde in Laviolette sta bila sredi tekme izključena do konca tekme, Eddie Oatman pa je prejel veliko kazen. Zablestel je Pitre, ki je bil uspešen trikrat in je Canadiense popeljal do zmage 6-3. 

### Četrta tekma
| 28. marec | Montreal Canadiens |  | 4 – 6 |  | Portland Rosebuds | Montreal Arena | Montreal Arena |  |

Rosebudsi so serijo izenačili z zmago 6-5. Povedli so s 3-0, a nato dopustili Canadiensom, da so izenačili in celo povedli s 4-3. V tretji tretjini je hokejist Portlanda Fred Harris zabil dva gola in Charlie Uksilla še enega, s čimer sta izid obrnila v korist Portlanda (6-4). V zadnji minuti je znižal Lalonde. 

### Peta tekma
| 30. marec | Montreal Canadiens |  | 2 – 1 |  | Portland Rosebuds | Montreal Arena | Montreal Arena |  |

Na peti tekmi je hokejist Portlanda Tommy Dunderdale zadel za 1-0, preden je Skene Ronan izenačil. George Prodger, ki je za Montreal redko igral, je zadel v 18. minuti za 2-1, kar je bilo dovolj, da je Montreal osvojil Stanleyjev pokal. 

## Montreal Canadiens, zmagovalci Stanleyjevega pokala, 1916

### Postava
Centri
- Edouard Newsy Lalonde‡ (trener)
- Didier Pitre‡
- George Georges Poulin
- Skene Ronan

  Krila
- Amos Arbour
- Louis Berlinguette
- Jack Fournier
- Jack Laviolette

  Branilci
- Bert Corbeau
- Howard McNamara (kapetan)
- Goldie Prodger

  Vratarji
Georges Vézina

‡ v finalu je tudi igral, na položaju roverja

  Neigralci
- U. P. Boucher (predsednik)
- George Kennedy  (direktor/blagajnik)
- Napolean Dorval (tajnik)
- S. Newsworthy (pomočnik), Aldrie Guiment (pomočnik trenerja).

### Vrezano v Stanleyjev pokal
Čeprav Portland ni osvojil pokala v tej sezoni, je vrezal napis »Portland Ore./prvaki PCHA/1915/16« («Portland Ore./PCHA Champions/1915–16«). To je napravil, potem ko je prejel pokal od prvakov prejšnjega leta, moštva Vancouver Millionaires. Gre za podoben običaj kot tisti, ki se je pojavljal do leta 1915, ko so pokal uradno predali prvakom lige, v kateri je igralo moštvo, ki je pokal osvojilo v prejšnji sezoni. 
Po finalu je bil vrezan napis »Canadian/NHA & prvaki sveta/premagali Portland/1915/16«. (Pomni: vrezana je bila angleška oblika Canadiensov; Canadians)